# Tebeak Kauk
Tebeak Kauk is een bestuurslaag in het regentschap Lebong van de provincie Bengkulu, Indonesië. Tebeak Kauk telt 516 inwoners (volkstelling 2010).